# Musée du Kon-Tiki
Pour les articles homonymes, voir Kon-Tiki (homonymie).
Le musée du Kon-Tiki (norvégien : Kon-Tiki Museet) est un musée établi à Bygdøy, dans les environs d'Oslo en Norvège, au sein d'une zone abritant également d'autres musées comme le  musée du Fram, le musée folklorique norvégien, le musée des navires vikings et le musée de la marine.
Il comprend surtout le radeau du Kon-Tiki, mais aussi divers autres objets issus des explorations de Thor Heyerdahl.

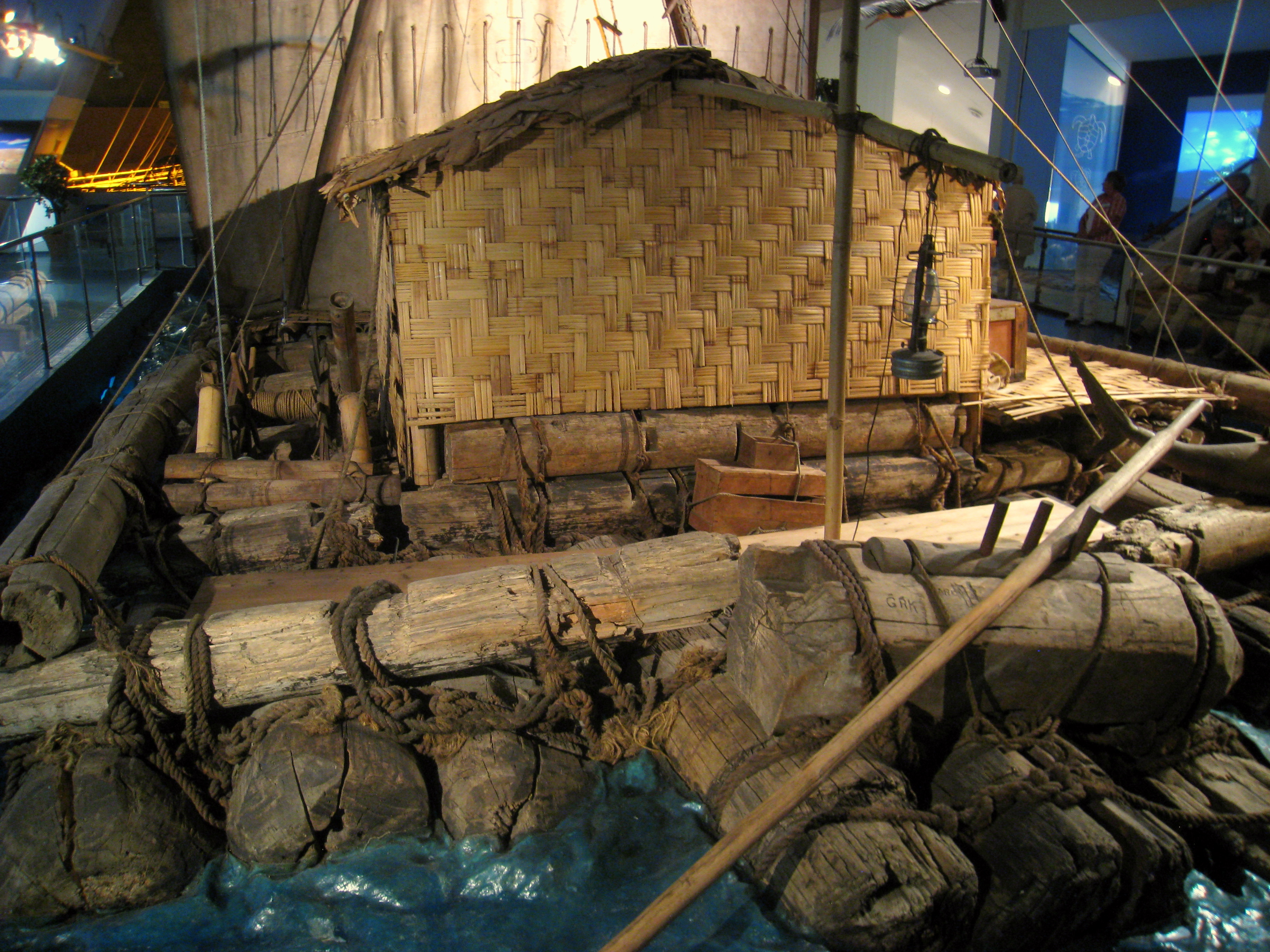
Le Kon-Tiki

## Historique
Fondé en 1949 et installé dans un bâtiment provisoire, le musée du Kon-Tiki a emménagé dans ses locaux actuels en 1957.